# Roberto Silva
Roberto Enrique Silva Pro (Lima, Perú; 1 de junio de 1976) es un exfutbolista y economista peruano. Jugaba como delantero y su primer equipo fue Bella Esperanza. Su último club antes de retirarse fue Sport Boys.
Actualmente es el presidente de la Agremiación de Futbolistas Profesionales del Perú.

## Trayectoria
Se inició en 1996 en Bella Esperanza que en ese entonces era la filial de Alianza Lima en la Segunda División del Perú. Su debut en Primera División se produjo en el año 1997 en Alianza Lima, año en el cual campeona en los torneos Apertura, Clausura y el Campeonato Nacional Peruano. Sin embargo, su explosión como goleador se da en el año 1998, haciendo dupla con Claudio Pizarro. Su buena actuación con la casaquilla blanquiazul origina que Sporting Cristal lo contrate para la temporada 1999.
Luego emigró y jugó en clubes de Alemania (Werder Bremen), Argentina (Unión de Santa Fe), México (San Luis FC) y Venezuela (Caracas FC). 
En el 2004 regresó a Alianza Lima, llegando a jugar el partido de definición por el torneo del 2003 y marcando el gol del empate, que posteriormente ganaría su equipo.
Para el 2005 firmó por Cienciano, equipo con el que campeonó en el Torneo Apertura 2005. Luego fichó los Delfines de México, en donde jugó unos meses para volver nuevamente a Cienciano. Finalmente, regresó a Alianza Lima para el Clausura 2006, logrando el Título Nacional con el cuadro blanquiazul.
A mediados de 2007 se unió a la Universidad San Martín, con el que ganó dos Títulos Nacionales. En el segundo semestre del 2008 tuvo un corto paso por la Universidad Católica de Ecuador, equipo con el que descendió a pesar de marcar varios goles en el torneo ecuatoriano. Tras ello volvió a la San Martín para después en el 2012 retirarse en Sport Boys.

## Clubes
| Club                      | País      | Año       | Part. | Goles |
| ------------------------- | --------- | --------- | ----- | ----- |
| América Cochahuayco       | Perú      | 1994      | ?     | ?     |
| Bella Esperanza           | Perú      | 1995-1996 | ?     | ?     |
| Alianza Lima              | Perú      | 1997-1998 | 32    | 8     |
| Sporting Cristal          | Perú      | 1999-2001 | 83    | 31    |
| Werder Bremen             | Alemania  | 2001-2002 | 7     | 0     |
| Unión de Santa Fe         | Argentina | 2002      | 15    | 4     |
| San Luis FC               | México    | 2003      | 33    | 9     |
| Alianza Lima              | Perú      | 2004      | 25    | 7     |
| Caracas FC                | Venezuela | 2004      | 15    | 3     |
| Cienciano                 | Perú      | 2005      | 22    | 5     |
| Delfines de Coatzacoalcos | México    | 2005      | 19    | 6     |
| Cienciano                 | Perú      | 2006      | 20    | 5     |
| Alianza Lima              | Perú      | 2006-2007 | 40    | 8     |
| Universidad San Martín    | Perú      | 2007-2008 | 44    | 10    |
| Universidad Católica      | Ecuador   | 2008      | 10    | 6     |
| Universidad San Martín    | Perú      | 2009-2011 | 68    | 11    |
| Sport Boys                | Perú      | 2012      | 5     | 0     |
| Total                     | Total     | Total     | 438   | 113   |

## Palmarés
| Título           | Club                   | País | Año  |
| ---------------- | ---------------------- | ---- | ---- |
| Torneo Apertura  | Alianza Lima           | Perú | 1997 |
| Torneo Clausura  | Alianza Lima           | Perú | 1997 |
| Primera División | Alianza Lima           | Perú | 1997 |
| Primera División | Alianza Lima           | Perú | 2003 |
| Torneo Apertura  | Alianza Lima           | Perú | 2004 |
| Primera División | Alianza Lima           | Perú | 2004 |
| Torneo Apertura  | Cienciano              | Perú | 2005 |
| Primera División | Alianza Lima           | Perú | 2006 |
| Primera División | Universidad San Martín | Perú | 2007 |
| Primera División | Universidad San Martín | Perú | 2008 |
| Primera División | Universidad San Martín | Perú | 2010 |